# 体育节
体育节是用来提倡全民健身的节日，有此节日的国家通常会举办庆祝性或竞技性的运动。

## 中華民國體育節
1941年（民國30年）9月9日國民政府修正公佈《國民體育法》後，教育部為利用『重九』習俗推進體育，呈請行政院核准，以每年9月9日為「體育節」。1942年9月9日為中華民國第一屆體育節。
1940年10月10日，教育部在重慶市召開了全國國民體育會議第二次大會，蔣中正在會上強調：「今後抗戰建國的教育，就是要注重體育，重秩序，守紀律。」會議提出並通過了修正1929年頒佈的《國民體育法》的議案。經過努力，1941年9月9日，國民政府修正公佈《國民體育法》，其中規定：凡中華民國國民均有受體育訓練的義務，由此以改造國民的體魄，增進民族健康；還規定「教育部主管全國體育行政」。1942年初，教育部呈文行政院，稱：「為利用重九習俗（指民間重陽節登高的風俗）推行國家大法（即《國民體育法》），並為實施國民體育，紀念國父首次起義（即孫中山擬於1895年10月26日重陽節發動的廣州起義）起見，特規定九月九日為體育節，並擬定《體育節舉行要點》。」此議得到了行政院的批准，頒佈全國執行。
2013年11月26日，《國民體育法》經立法院修正三讀通過，第三條明定9月9日為「國民體育日」，2025年5月制定公布的《紀念日及節日實施條例》將「國民體育日」列為節日。

## 日本体育节
日本体育节的确立是为了纪念1964年举办的东京奥运会。两年后的1966年，日本体育节被正式确立，每年10月10日，全民放假参加体育健身运动，由2000年起因實施「快樂禮拜一制度」，改為每年的10月的第二个星期一。

## 香港體育節
早在1950年香港業餘體育協會成立的典禮上，該會已明確指出，有責任推廣香港業餘體育，有需要在本土舉辦大型的綜合性運動比賽。直至1957年，沙理士以港協暨奧委會主席身分，往日本東京參加亞洲運動會聯合會會議時，參觀了日本體育節的開幕禮。他有感如果在香港創辦這種活動，可以推廣全民運動的概念。回港後，他與義務秘書長林世德(O.R.Sadick) 商議籌辦這個活動。在得到港協暨奧委會通過後，決定在1958年2月，在香港舉辦第1屆體育節。
首屆香港體育節在九龍伊利沙伯青年館揭幕，由港協暨奧委會和11個屬會合辦，活動有籃球、乒乓球、排球、舉重、劍擊、羽毛球，也在香港政府大球場舉行了田徑、單車、曲棍球、小型足球和壘球，兩日的活動得到廣大市民歡迎。由於得到各方支持，體育節決定持續舉辦，直至2025年已舉辦了68屆，成為了香港每年一度的體壇盛事。

## 中華人民共和國体育节
在2008年北京奥运会结束后，有网友提出为了纪念盛会的举办，建议将其开幕日定为中国体育节。其后根据网络调查，多达95%的网友支持体育节的设立。在2009年1月13日，中国国务院设立每年的8月8日为“全民健身日”。亦因為這個原因，香港於2009年開始舉辦全民運動日，日期為8月的第一個星期日。